# Сурков, Виктор Семёнович
Виктор Семёнович Сурков (12 июля 1926, д. Архангельская, Татарская АССР, РСФСР — 12 апреля 2016, Новосибирск) — советский и российский учёный, доктор геолого-минералогических наук, специалист в области региональной геологии и геофизики, академик РАН, научный руководитель Сибирского НИИ геологии, геофизики и минерального сырья. Заслуженный деятель науки РСФСР (1986), Заслуженный геолог Российской Федерации (2003).

## Биография
Родился в крестьянской семье. 
С 1943 по 1945 годы — участник Великой Отечественной войны. В 17 лет поступил в Казанское танковое училище и после его окончания в 1944 г. был направлен в распоряжение Второго Белорусского фронта в 23-ю гвардейскую танковую бригаду. Участвовал в боях в Польше и Восточной Пруссии. В январе 1945 г. был тяжело ранен, после чего по инвалидности был демобилизован из армии в звании лейтенанта.
D 1950 году с отличием окончил географический факультет Казанского университета .
С 1950 по 1962 год — работал в Сибирском геофизическом тресте в должности начальника партии, начальника геофизической экспедиции, главного инженера и управляющего трестом. В 1962 году перешёл в Сибирский НИИ геологии, геофизики и минерального сырья на должность заместителя директора по науке. Оставался на этой должности на протяжении 33 лет.
В 1970 году защитил диссертацию доктора геолого-минералогических наук. В 1973 году ему было присвоено звание профессора.
С 1970 по 2002 год — директор Сибирского НИИ геологии, геофизики и минерального сырья.
15 марта 1979 года избран членом-корреспондентом АН СССР . 23 декабря 1987 года избран академиком АН СССР.
С 2002 г. — научный руководитель Сибирского НИИ геологии, геофизики и минерального сырья.
Похоронен на Заельцовском кладбище в Новосибирске.

## Научная деятельность
Основатель научной школы «Строение земной коры нефтегазоносных провинций Сибири». Им подготовлено 25 кандидатов и докторов наук.
Являлся руководителем ряда крупных геолого-геофизических работ. Принимал активное участие в научном обосновании поисков и открытии углеводородного сырья в Западной и Восточной Сибири.
- разработал теоретические принципы комплексного подхода к изучению глубинного строения земной коры, объёмного тектонического районирования, связи глубинных структур с поверхностной тектоникой,
- один из организаторов исследований строения и нефтегазоносности Западно-Сибирской плиты и Сибирской платформы, закономерностей строения глубинной структуры земной коры Сибири,
- в области разведочной геофизики являлся инициатором разработки и внедрения аппаратурных и методических телеметрических комплексов для трёхмерной сейсморазведки и электроразведки.

Являлся автором фундаментальных работ в области тектоники, геологии нефти и газа. Под его руководством  были изданы геостатические тектонические карты структурно-формационных комплексов раннего и позднего неогея Сибири, целый ряд работ по углеводородному сырью в нижнесреднеюрских отложениях Западно-Сибирской нефтегазоносной провинции.
Выступил автором более 400 научных публикаций, в том числе 26 монографий. 
Являлся членом Комиссии по государственным премиям Российской Федерации в области науки и техники (секция «Наука о Земле»), входит в редколлегии ряда отечественных научных журналов.

## Награды

### Награды Российской Федерации
- Орден «За заслуги перед Отечеством» III степени (20 августа 2007 года) — за большие заслуги в области геологии и многолетнюю плодотворную работу[6]
- Орден «За заслуги перед Отечеством» IV степени (12 июля 1996 года) — за заслуги перед государством и многолетний добросовестный труд[7]
- Медаль Жукова (1995 год)
- Заслуженный геолог Российской Федерации (24 апреля 2003 года) — за заслуги в области геологии и многолетний добросовестный труд[8]
- Государственная премия Российской Федерации 1994 года в области науки и техники (10 июня 1994 года) — за научное обоснование и открытие нефтегазоносности докембрия Сибирской платформы[9]

### Награды СССР
- орден Красной Звезды (20 января 1945 года) — за образцовое выполнение боевых заданий командования на фронте борьбы с немецкими захватчиками и проявленные при этом доблесть и мужество[10].
- медаль «За победу над Германией в Великой Отечественной войне 1941-1945 гг.» (1945 год)
- орден Трудового Красного Знамени (1976 год)
- орден Октябрьской Революции (1981 год)
- орден Отечественной войны I степени (1985 год)[1]
- Заслуженный деятель науки РСФСР (1986 год)
- медаль «За освоение недр и развитие нефтегазового комплекса Западной Сибири» (1987 года)

### Прочее
- Дважды «Отличник разведки недр»
- «Почётный разведчик недр МПР» (1996 год)
- «Почётный работник Минтопэнерго» (1996 год)
- Медаль «Горно-геологическая служба России» (2001 год)
- Ведомственный почётный знак «За отличие в службе»
- Премия имени И. М. Губкина РАН (2007 год) — за монографию «Геологическое строение и нефтегазоносность нижней-средней юры Западно-Сибирской провинции»[11][12]

## Память
В 2021 году на здании НИИ геологии, геофизики и минерального сырья (Красный проспект, 67) была установлена мемориальная доска в память об учёном.